# عمرو دیکو
عمرو دیکو (انگلیسی: Umaru Dikko؛ ۳۱ دسامبر ۱۹۳۶ – ۱ ژوئیهٔ ۲۰۱۴) سیاست‌مدار اهل نیجریه بود. وی از سال ۱۹۷۹ تا ۱۹۸۳ وزیر ترابری نیجریه بوده‌است.
وی پس از کودتا نظامی سال ۱۹۸۳ در نیجریه و سرنگونی دولت شهو شاگاری به انگلستان گریخت، وی توسط رژیم جدید به فساد و اختلاس میلیون‌ها دلار از درآمدهای نفتی متهم شد، دیکو درسال ۱۹۸۴ در یک عملیات مخفیانه توسط نیروهای نیجریه و اسرائیل در انگلستان ربوده شده اما انتقال وی به نیجریه با شکست مواجه شد. سرانجام وی در سال ۲۰۱۴ در لندن درگذشت.